# Социальная логистика
Социальная логистика - по конструкции представляет из себя набор алгоритмов, регулирующих социальные взаимодействия. В отличие от социально ориентированной логистики социальная логистика не рассматривает логистику материальных предметов и услуг.

Социальная логистика объединяет материальную логистику с военной логистикой в логистику с человеческим лицом, с совестью и моральным компасом. 

В социальном взаимодействии субъект взаимодействия конкретизирован как социальный
актор — действующий субъект (индивидуальный или коллективный), в то время как в социальной логистике субъектом всегда является отдельный человек.

## Примеры алгоритмов, регулирующих социальные взаимодействия
- Алгоритм работы пары в технологии парного обучения;
- правила проведения экспертизы;
- процедуры принятия решений;
- договорённости о порядке ведения переговоров;
- правила совместной работы;
- правила игры;